# Coptosapelta parviflora
Coptosapelta parviflora är en måreväxtart som beskrevs av Henry Nicholas Ridley. Coptosapelta parviflora ingår i släktet Coptosapelta och familjen måreväxter. Inga underarter finns listade i Catalogue of Life.